# 酸化パラジウム(II)
酸化パラジウム(II)は、化学式PdOで表される無機化合物。パラジウムの唯一よく特徴づけられた酸化物である。パラジウムを酸素で処理することで調製される。約900 °Cを超えると、この酸化物はパラジウム金属と酸素ガスに戻る。酸に侵されない。

## 構造
PdOの構造は正方晶で(P42/mmc) a = 3.044, c = 5.328 Åである。Pd原子はd8金属イオンで予想されるように正方形の平面であり、酸素原子はほぼ四面体である。最も近くにあるPd–Pdの距離は3.044 Åであり、ほぼ結合距離とみなせる範囲内にある。

## 合成
PdOは触媒としての用途のために生成される明確に定義されていない材料として得られることがしばしばある。酸化パラジウムは、350°Cで酸素中でパラジウムのスポンジ金属を加熱することにより調製される。
2 Pd + O2 → 2 PdO
黒色の粉として得られる。塩化パラジウム(II)と硝酸カリウムの混合物を様々に加熱することにより、触媒で使用するために特別に調製されてもよい。
2 PdCl2 + 4 KNO3 → 2 PdO + 4 KCl + 4 NO2 + O2（可能な反応）
または王水にパラジウムを溶解させた後、600 °Cで硝酸ナトリウムを加えて産出される。例えば、硝酸パラジウムの加水分解または可溶性パラジウム化合物と強塩基との反応による溶液からの沈殿により調整することができる。茶色の水和酸化物は加熱すると黒色の無水酸化物に変化する。酸による攻撃に対する感受性は含水量が低いと減少する。
水和酸化物（水酸化物）PdO.nH2Oは硝酸パラジウムPd(NO3)2の溶液にアルカリを添加することにより、暗黄色の沈殿物として生成できる。

## 用途
酸化パラジウムと呼ばれる材料は、有機合成における接触水素化のための有用な触媒である。